# Allonnes, Eure-et-Loir
Allonnes är en kommun i departementet Eure-et-Loir i regionen Centre-Val de Loire i norra Frankrike. Kommunen ligger i kantonen Voves som tillhör arrondissementet Chartres. År 2022 hade Allonnes 319 invånare.

## Befolkningsutveckling
Antalet invånare i kommunen Allonnes
Referens:INSEE